# سیارک ۲۰۲۷۸۴
سیارک ۲۰۲۷۸۴ (به انگلیسی: 202784 Gangkeda، نامگذاری:2008DJ69)۲۰۲۷۸۴مین سیارک کشف شده‌است که در ۲۹ فوریه ۲۰۰۸ کشف شد.